# Even Cowgirls Get the Blues
Even Cowgirls Get the Blues ist eine US-amerikanische Filmkomödie von Gus Van Sant aus dem Jahr 1993. Sie basiert auf dem gleichnamigen Roman von Tom Robbins aus dem Jahr 1976 (Titel der deutschen Übersetzung: Sissy, Schicksalsjahre einer Tramperin). Im Film spielen unter anderem Uma Thurman und Keanu Reeves mit.

## Handlung
Sissy Hankshaw hat seit der Geburt große Daumen. Sie reist als Erwachsene viel per Anhalter. Sissy wird ein Fotomodell und arbeitet für Countess, die Hygieneprodukte vermarktet. Ihr Agent schickt sie in das Schönheitszentrum Rubber Rose Ranch, wo sie skurrile Charaktere wie Chink und Bonanza Jellybean kennenlernt. 
Sissy und Bonanza beginnen eine Beziehung. Bonanza führt eine Frauengruppe an, die die Beherrschung des Zentrums übernimmt.

## Hintergrund
Der Film wurde in Oregon gedreht. Seine Premiere erfolgte im September 1993 auf dem Toronto Film Festival. Die Produktion kostete etwa 8 Millionen US-Dollar; der Film spielte in den US-Kinos 1,71 Millionen US-Dollar ein.

## Kritiken
In den englischsprachigen Medien erntete der Film ein weit überwiegend negatives Echo. Basierend auf der Auswertung von 29 Kritiken weist Rotten Tomatoes eine Positivquote von lediglich 17 Prozent aus.
Roger Ebert schrieb in der Chicago Sun-Times, dass die Komödie zu den leersten, pointenlosesten und unverständlichsten Filmen gehöre, an die er sich erinnern könne.
Joe Brown kritisierte in der Washington Post das Drehbuch. Die Talente von Lorraine Bracco, Angie Dickinson und Sean Young seien verschwendet.
Für das Lexikon des internationalen Films war Even Cowgirls Get the Blues eine „[s]timmungsvolle Verfilmung eines Kultromans der 70er Jahre, die groteske, melancholische und hemmungslos alberne Elemente geschickt zu einem modernen Märchen mischt“. Es handle sich um einen „faszinierende[n] Film mit einem ungewöhnlichen Bilderkosmos“.

## Auszeichnungen
Uma Thurman und Sean Young wurden 1995 für die Goldene Himbeere nominiert.